# デビッド・キャッシュ
デビッド・キャッシュ（David Cash、1969年7月31日 - ）は、アメリカ合衆国のプロレスラー。バージニア州ウェインズボロ出身。キッド・キャッシュ（Kid Kash）のリングネームで知られる。

## 来歴

### キャリア初期
1990年、ロックンロール・エクスプレスで有名なリッキー・モートンに師事し、プロレスラーデビューを果たす。リングネームを多種に渡り使用するがデビッド・ジェリコ（David Jericho）名義で落ち着きメリーランド州を拠点とするMCW（Maryland Championship Wrestling）、サウスカロライナ州を拠点とするPWF（Pro Wrestling Federation）などのアメリカ東部のインディー団体で活動。

### ECW
1996年10月、ECWに入団するが勝利に恵まれず1998年4月に活動の舞台をWWFに移しWWFライトヘビー級王座戦線に加わりWWFライトヘビー級王者であるTAKAみちのくへの挑戦、トゥー・マッチ（ブライアン・クリストファー & スコッティ・2・ホッティ）と短期抗争するが故障により早い期間で出場機会を失い退団。
1999年6月、ECWに復帰。9月よりリングネームをキッド・キャッシュ(Kid Kash)へと変更。田尻義博、スペル・クレイジー、リトル・グイドーといったレスラー達と小兵ながらも無尽蔵に動き回る3wayダンスで一躍観客からの支持を得る。タッグ戦線でもノヴァ、クリス・チェッティとトリオユニットを結成してダップス、ダニー・ドーリング & ロードキルと抗争を展開。2000年8月26日、ECW on TNNにてECW世界TV王座を保持するライノに挑戦して勝利し、ベルトを奪取。王座戴冠後、9月9日、ECW Hardcore TVにてライノにベルトを奪取され抗争へと発展するが2001年1月、ECWは崩壊する事になった。

### TNA
ECW崩壊後、WCWやフロリダ州のXWF（X Wrestling Federation）などに転戦。
2002年8月、TNAと契約を交わし入団。TNA X王座戦線においてECW時代の経験からラダーマッチやイリミネーション・テーブルマッチなどのハードコアマッチに適応して活躍。2003年2月12日、TNA X王座を保持するソニー・シアキに挑戦して勝利し、ベルトを奪取した。
2004年2月、ダラスとタッグを結成して3月24日より開始されたNWA世界タッグ王座争奪トーナメントに出場。決勝まで進出し、クリストファー・ダニエルズ & ロウ・キーと対戦して勝利し、優勝と同時に王座を戴冠した。4月14日、ディーロ・ブラウン & グラン・アポロに敗戦してベルトを奪取されるも同月21日に再戦を行い勝利してベルトを奪い返した。タッグ戦線のトップとして活躍していたが、TNAに対する批判が多かった事により2005年4月19日、TNAから解雇となった。

### WWE
TNA解雇後、5月にWWEと契約を交わし入団。6月10日にはWWEがECW One Night Stand 2005を開催する前にアンチテーゼを唱えたシェーン・ダグラスが先手を打って開催したECWリユニオンイベントであるHardcore Homecomingに参戦。2・コールド・スコーピオと対戦するが敗戦した。同月19日、WWEの前座番組であるHEATにてタジリと対戦するが敗戦。9月より傘下団体であるDSWへと降格。10月にWWEへと昇格後、SmackDown!のロースターへと登録されWWEクルーザー級王座戦線で活動。12月18日、PPVであるArmageddon 2005にてWWEクルーザー級王座を保持するフベントゥに挑戦して勝利し、王座を奪取した。
2006年3月、ジェイミー・ノーブルとピットブルズ（Pitbulls）なる狂犬タッグチームを結成し、SmackDown!の前座番組であるVelocityで活動するが素行不良により9月27日にWWEから解雇された。

### インディー団体

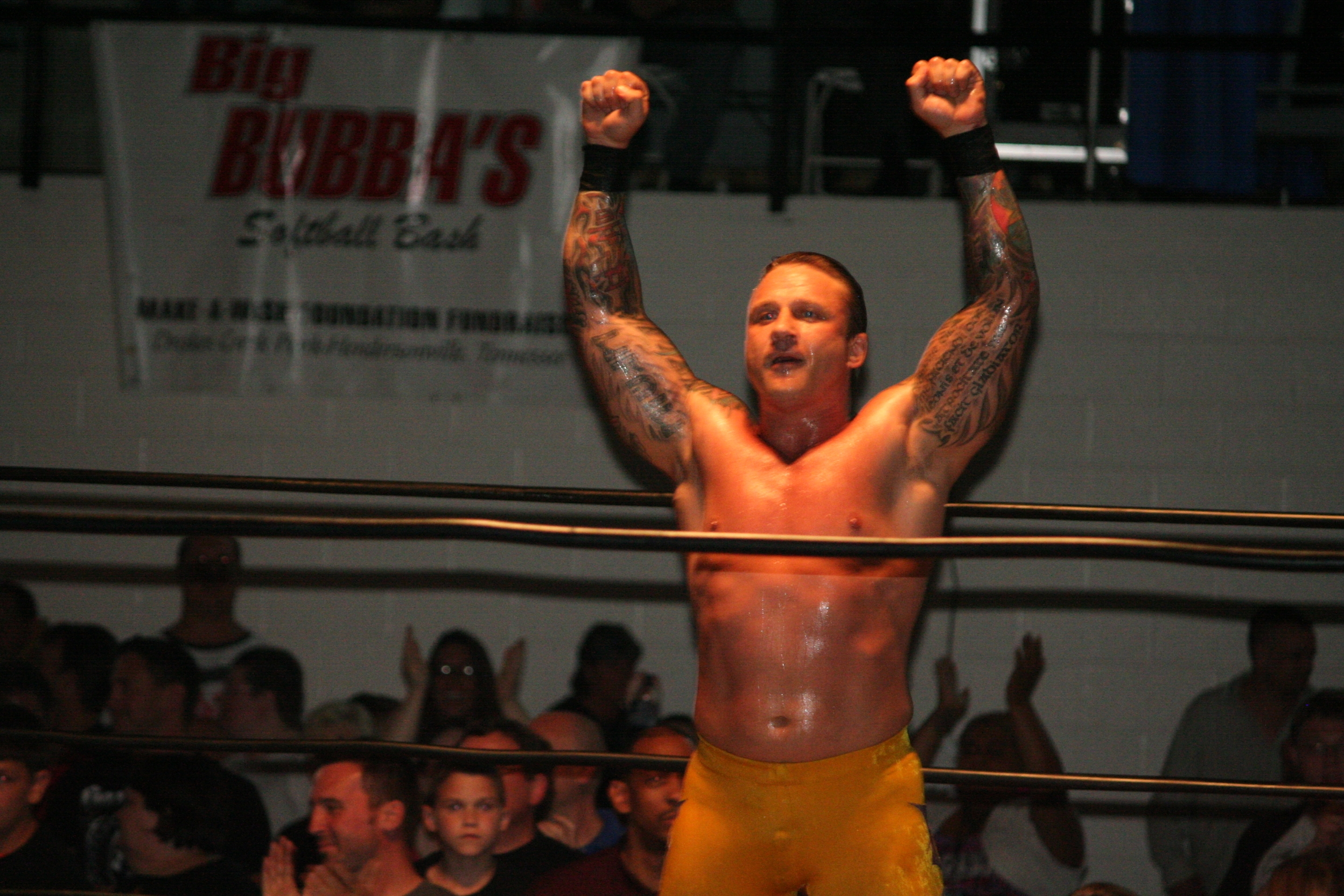
2012年、TNA

WWE解雇後、2007年よりアイルランドのIWW（Irish Whip Wrestling）、テネシー州の（United States Wrestling Organization）、SAW（Showtime Allstar Wrestling）に参戦。2010年8月8日、TNAのECWリユニオンPPVであるHardcore Justiceにてサイモン・ダイアモンド & ジョニー・スウィンガーと組んでFBI（グイドー・マリタート & トニー・ルーク & トレイシー・スマザーズ）と対戦するが敗戦した。

### TNA
2011年6月、TNAと再契約を交わして復帰。TNA X-Division王座戦線にてオースチン・エリーズとベルト争いを展開するが奪取するに至らなかった。2012年11月15日、TNA X-Division王座を保持し、ECW時代の盟友であるロブ・ヴァン・ダムに挑戦するがベルトを奪取するに至らなかった。
2013年2月2日、TNAから解雇となった。

## その他
- リングネームであるキッド・キャッシュ(Kid Kash)の由来としてアメリカのミュージシャン、キッド・ロックに容姿が似ている事からこのリングネームになった。またキャッシュの入場曲もキッド・ロックの代表曲である"Bawitdaba"に似せている。左腕に「過心」のタトゥーがある。

## 得意技

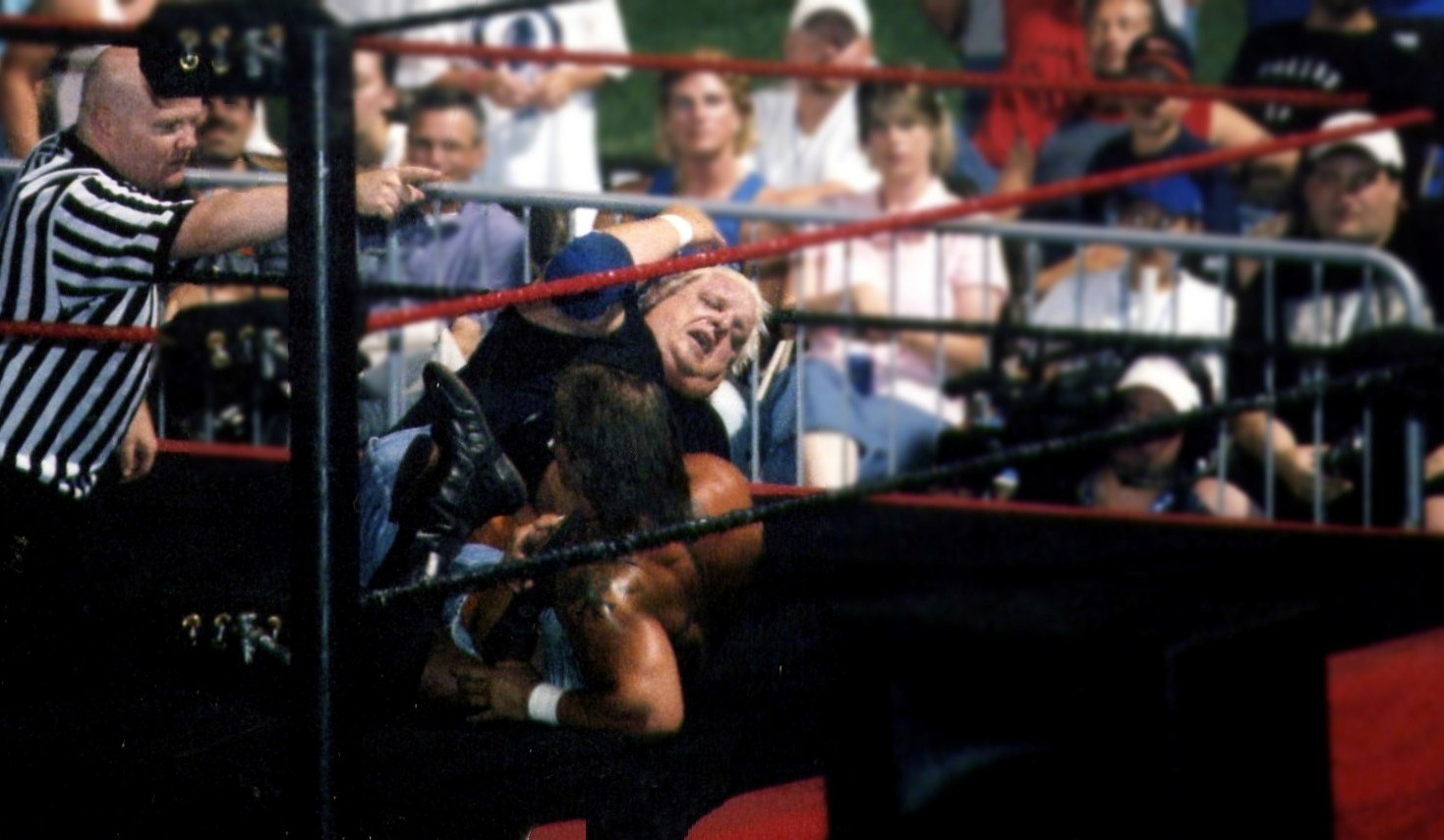
フィギュア・フォー・レッグロック

- デッドレベル

フィニッシャー。垂直落下式ブレーンバスター
- ムーンサルトプレス
- マネーメイカー

WWE時代初期のフィニッシャー。ダブルアームパイルドライバー。
- マネーメイカー2

WWE時代終盤のフィニッシャー。筋肉バスター。
- フィギュア・フォー・レッグロック
- KOD

ボストンクラブ。正式な名称はキャッシュ・オン・デリバリー
- バンクロール

コークスクリュー・セントーン
- バンクラプシー

クレイドル・パイルドライバー

## 入場曲
- Bawitdaba
- Fuck That
- KK Rocks
- Kash Money
- Misfit
- Order of Chaos
- Sound of Madness

## 獲得タイトル
TNA
- TNA X王座 : 1回
- NWA世界タッグチーム王座 : 2回（w / ダラス）

WWE
- WWEクルーザー級王座 : 1回

ECW
- ECW世界TV王座 : 1回

他、アメリカのインディー団体を中心に多数のベルトを獲得。